# Camillo Róndani
Pour les articles homonymes, voir Róndani.
Camillo Róndani (né le 21 novembre 1808 à Parme et mort le 17 septembre 1879 dans la même ville) est un entomologiste italien, spécialiste des diptères (diptérologiste).

## Biographie
Camillo Róndani enseigne et dirige une école du secondaire à Parme. Il donne également des cours d’agronomie à l'université de la ville. Il participe aux travaux fondateurs de la Société entomologique d’Italie (1869) dont il assure la vice-présidence de 1871 à 1879.
Róndani est l’auteur de 159 publications dont 101 sur les diptères. Parmi celles-ci, il faut citer Prodromus Dipterologiae Italicae en huit volumes (de 1856 à 1877). Il s’intéresse également à des questions d’entomologie appliquée et notamment aux insectes parasites d’autres insectes.
Ses collections de diptères sont conservées en partie au musée zoologie La Specola de l'université de Florence, au Muséum de zoologie de l’université de Bologne et à l'université de Parme.